# Галактика на поколенията
„Галактика на поколенията“ е театрален спектакъл с участието на Антон Радичев, Славчо Пеев, Петър Калчев, Рея Боян Аврамова, Сава Драгнев, Любомир Филипов, Венета Иванова и с участието на Академичния симфоничен оркестър.
Автор на „Галактика на Поколенията“ е Росица Златанова. Художник и сценограф е Симеон Кръстев. Постановката съчетава игрален филм и театър в едно. Режисьор на филмовата част е Боян Аврамов. Музикалният акомпанимент в театъра е на живо под съпровода на Академичния симфоничен оркестър. Автор на музиката е Добромир Кисьов. Диригент на спектакъла е Светлана Галианова.
История за 3 поколения герои, които живеят в собствени, различни и много отдалечени един от друг галактики. Среща на „дигиталното“ поколение със старото „аналогово“ поколение, поражда много ситуации – и смешни, и драматични. Включени са и разкази от книгата „Обичам ви 8“ на Рея Боян Аврамова.
Театралната постановка е представена в София и в други градове в България  Първото представление и премиера на спектакъла е на 1 ноември 2017 година в театър „Сълза и смях“ в чест на Деня на народните будители и е за всички носители на златното отличие за принос в развитието на науката и културата в България.